# Cyathea hirsuta
Cyathea hirsuta là một loài thực vật có mạch trong họ Cyatheaceae. Loài này được C. Presl mô tả khoa học đầu tiên năm 1822.